# Печатка Західної Вірджинії

Аверс печатки

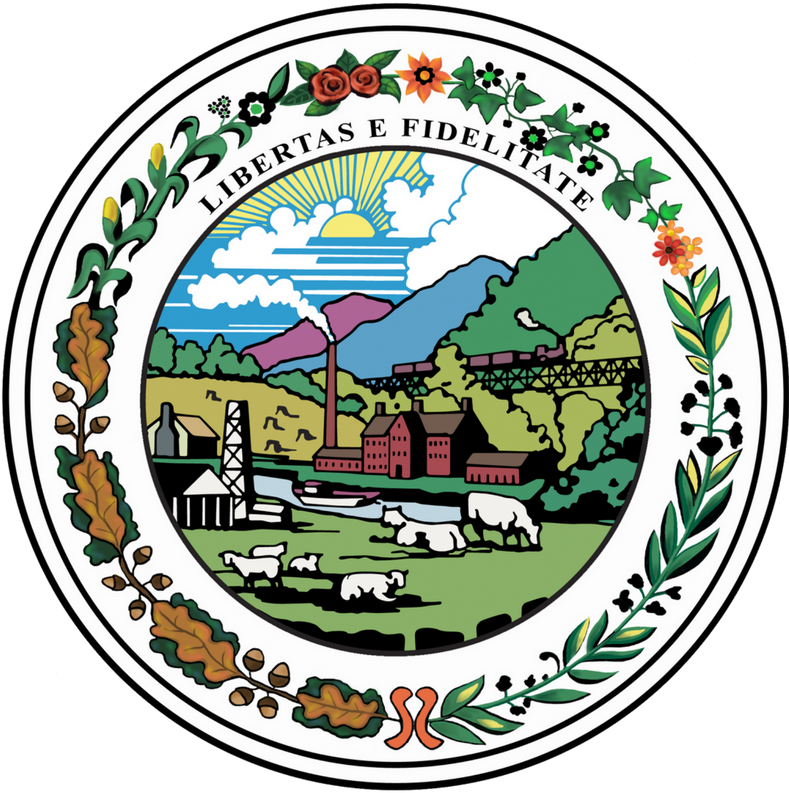
Реверс печатки

Вели́ка печа́тка шта́ту За́хідна Вірджи́нія (англ. The Great Seal of the State of West Virginia) — один з державних символів штату Західна Вірджинія (США). Було прийнята 1863 року.

## Опис
Печатка двостороння.
У центрі аверсу зображено брилу, на якій викарбувано дату проголошення Західної Вірджинії штатом — «20 червня 1863». Перед брилою лежать перехрещені гвинтівки, що символізують важливість боротьби за свободу держави. Двоє чоловіків презентують сільське господарство і промисловість: ліворуч стоїть фермер з сокирою і плугом, праворуч — шахтар з кіркою і кувалдою. Зовнішнє кільце друку містить текст «Західна Вірджинія» і девіз штату Montani Semper Liberi (лат. «Горяни завжди вільні»).
Є також реверс печатки й печатка губернатора.